# 忍足佐内
忍足 佐内（おしたり さない、享保13年（1728年） - 明和8年11月29日（1772年1月3日））は、江戸時代中期の義民。安房国平郡金尾谷村（現在の千葉県南房総市富浦町福澤）の名主。通称は善兵衛。忍足左内と記されることもある。
重税に悩む農民を救うため、安房勝山藩の江戸藩邸に直訴し、処刑される（忍足佐内事件、勝山藩西領騒動）。しかし、所領を支配する奉行の不正が認められ、後に名誉が回復される。現在も義民として慕われている。

## 忍足佐内事件
安房国勝山藩領では、明和7年（1770年）に旱魃に見舞われ、特に平郡金尾谷村・白坂村・深名村・小原村の4か村の被害は甚大であった。4カ村の代表は、勝山（現在の安房郡鋸南町勝山）の陣屋に年貢の減免を嘆願した。
嘆願を受けたのは、国許の仕置を任されていた陣屋奉行の稲葉重左衛門、および代官の藤田嘉内であった。稲葉は深名村のみ減免を認めたが、これは私的理由によるものとされる。願いを拒否された3村の代表（金尾谷村の代表が忍足佐内であった）は江戸の勝山藩邸に赴いて門訴し、藩主酒井忠鄰に村人が困っていることや、奉行の悪政を訴えようとした。
門訴の目標は達成できず、彼らは処分保留のまま帰村を余儀なくされた。稲葉は彼らを恨み、帰村した佐内を捕らえて勝山の大黒山中腹の岩牢に幽閉。明和8年（1771年）に稲葉は藩主の指示を無視し、独断で佐内を白塚川原（現在の福沢川白塚橋付近）で処刑してしまった。享年44。これらの事件を忍足佐内事件、あるいは勝山藩西領騒動ともいう。

## 名誉回復と顕彰

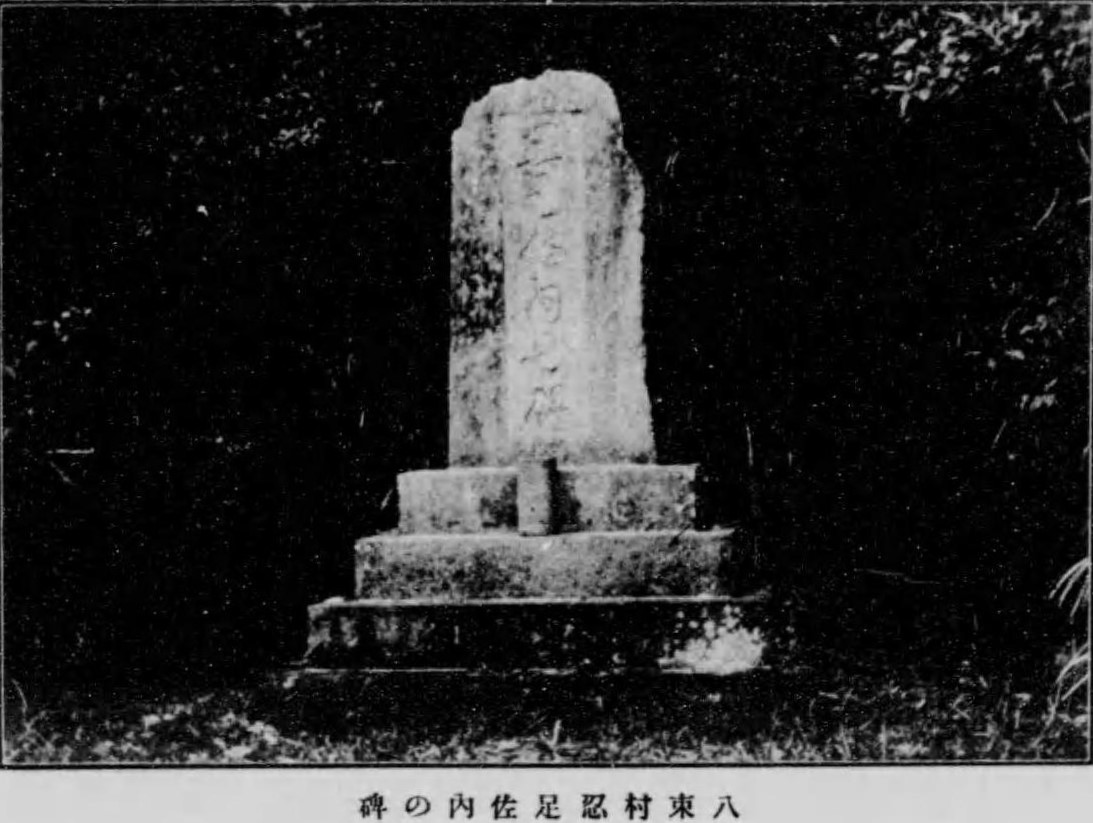
忍足佐内の碑（1920年代）

これに対して、忍足佐内の遺族らは奉行や代官の悪政を訴え、佐内の汚名返上を願い出た。この願いは藩により聞き入れられ、奉行や代官の悪事を認め、佐内の名誉が回復された。
「忍足佐内殉難の地」（富浦町福澤字大白塚）は、1974年（昭和49年）4月25日に富浦町指定史跡（市町村合併に伴い南房総市指定史跡）となっている。